# K Daring Club Blankenberge
Ne pas confondre avec le KSV Blankenberge, porteur du matricule 48, club avec lequel le Daring fusionne en 2000 pour former l'actuel KSC Blankenberge.
Maillots
Dernière mise à jour : 4 janvier 2012.
Le Koninklijke Daring Club Blankenberge est un ancien club de football belge, basé dans la ville côtière de Blankenberge. Le club est fondé en 1921 et reçoit le matricule 146 en 1926. Il disparaît en 2000 lorsqu'il fusionne avec l'autre club de la ville, le KSV Blankenberge, porteur du matricule 48, pour former le KSC Blankenberge. Au cours de son histoire, le club joue 7 saisons dans les séries nationales, toujours au dernier niveau (le troisième puis le quatrième).

## Histoire
Le club est fondé en 1921, et est baptisé Cercle Sportif de Blankenberge. À l'origine, les fondateurs du club souhaitent jouer en jaune et noir, mais ces couleurs étant déjà fort répandues, ils se rabattent sur le bleu et le blanc. Mais le fournisseur de maillots n'avait plus ces couleurs, et dépanne le club en lui offrant des maillots noir et blanc. Finalement, les joueurs gardent ces couleurs, et ne les changeront jamais. Le club change ensuite son nom en Daring Club Blankenberge, pour éviter les confusions avec l'autre club de la ville, le Sporting Blankenberge.
En 1926, le club rejoint pour la première fois les séries nationales, en tant que « club fondateur » du troisième niveau national, baptisé "Promotion". Il est versé dans la même série que le Sporting, mais après une saison, il est relégué vers les séries régionales. En décembre, il se voit attribuer le matricule 146 par la Fédération belge. Le club revient en Promotion lors de la saison 1934-1935, et s'y maintient cette fois cinq saisons de rang, avant de redescendre vers les régionales en 1939. Durant les deux premières saisons, des derbies ont lieu avec le Sporting, mais ce dernier est relégué en 1937.
Après la guerre, le Daring joue en première provinciale, ce jusqu'à la fin des années 1950. Le club bascule ensuite en deuxième provinciale, et durant les deux décennies qui suivent, le club fait plusieurs aller-retour entre la deuxième et la troisième provinciale. Le début des années 1980 marque le plus bas du club, qui est relégué en quatrième provinciale en 1981. Deux ans plus tard, il remonte en troisième provinciale grâce à une victoire lors d'un test-match contre le DK Torhout. En 1988, le club remonte en deuxième provinciale. Au début des années 1990, le club gagne sa série et revient en première provinciale. En 1999, le Daring fait son retour dans les séries nationales, soixante ans après les avoir quittées.
Il se maintient en Promotion, et aurait dû être rejoint par l'autre club de Blankenberge. Mais au lieu de s'affronter à nouveau, les deux clubs décident de fusionner, et forment le Koninklijke Sporting Club Blankenberge durant l'été 2000. Le club fusionné conserve le matricule 48 du KSV Blankenberge (l'ancien Sporting), et mélange les couleurs rouge et blanc du KSV et noir et blanc du Daring, pour jouer en rouge et noir. Le matricule 146 du Daring est alors radié par l'Union belge.

## Résultats dans les divisions nationales
Statistiques clôturées, club disparu

### Bilan
| Niv | Divisions     | Jouées | Titres | TM Up | TM Down |
| --- | ------------- | ------ | ------ | ----- | ------- |
| I   | 1re nationale | 0      | 0      |       |         |
| II  | 2e nationale  | 0      | 0      |       |         |
| III | 3e nationale  | 6      | 0      |       |         |
| IV  | 4e nationale  | 1      | 0      |       |         |
| V   | 5e nationale  | 0      | 0      |       |         |
|     |               |        |        |       |         |
|     | TOTAUX        | 7      | 0      | 0     | 0       |

- TM Up : test-match pour départager des égalités, ou toutes formes de Barrages ou de Tour final pour une montée éventuelle.
- TM Down : test-match pour départager des égalités, ou toutes formes de Barrages ou de Tour final pour le maintien.

### Classements saison par saison
| Ordre             | Saison  | Nom du club                                                         | Niveau                                                              | Classement final                                                    | Remarques                                                           |
| ----------------- | ------- | ------------------------------------------------------------------- | ------------------------------------------------------------------- | ------------------------------------------------------------------- | ------------------------------------------------------------------- |
| 1                 | 1926-27 | Daring Club Blankenberge                                            | Promotion (D3) série A                                              | 13e/14                                                              | Relégué!                                                            |
| séries régionales |         |                                                                     |                                                                     |                                                                     |                                                                     |
| 2                 | 1934-35 | Daring Club Blankenberge                                            | Promotion (D3) série A                                              | 3e/14                                                               |                                                                     |
| 3                 | 1935-36 | Daring Club Blankenberge                                            | Promotion (D3) série D                                              | 6e/14                                                               |                                                                     |
| 4                 | 1936-37 | Daring Club Blankenberge                                            | Promotion (D3) série D                                              | 10e/14                                                              |                                                                     |
| 5                 | 1937-38 | Daring Club Blankenberge                                            | Promotion (D3) série D                                              | 10e/14                                                              |                                                                     |
| 6                 | 1938-39 | Daring Club Blankenberge                                            | Promotion (D3) série C                                              | 14e/14                                                              | Relégué!                                                            |
| séries régionales |         |                                                                     |                                                                     |                                                                     |                                                                     |
| 7                 | 1999-00 | K. Daring Club Blankenberge                                         | Promotion série A                                                   | 12e/16                                                              | [ saisons 1 ]                                                       |
| X                 | 2000    | Fusion avec le K. SV Blankenberge, le matricule du Daring est radié | Fusion avec le K. SV Blankenberge, le matricule du Daring est radié | Fusion avec le K. SV Blankenberge, le matricule du Daring est radié | Fusion avec le K. SV Blankenberge, le matricule du Daring est radié |

## Anciens joueurs connus
- Kurt Deltour, ancien joueur du KRC Harelbeke en première division, joue 1 an au Daring Blankenberge (1999-2000).